# Saurauia samarensis
Saurauia samarensis är en tvåhjärtbladig växtart som beskrevs av Elmer Drew Merrill. Saurauia samarensis ingår i släktet Saurauia och familjen Actinidiaceae. Inga underarter finns listade i Catalogue of Life.